# Víbria del Poblenou
La Víbria del Poblenou és la segona figura de bestiari festiu i popular del barri del Poblenou. És una figura mitològica medieval que representa un drac femella amb cua de serp, ales de ratpenat i pits de dona. És una peça d'imatgeria festiva que forma part de la Colla del Drac del Poblenou i surt tant en cercaviles com en espectacles de foc.
La peça, feta de fibra de vidre, és obra de Manel Ollé i Xavier Virgós, que la construïren seguint l'estil i els colors de les figures de la colla i l'enllestiren el 1992. Aquell mateix any es va estrenar a les festes de Maig del barri, on no ha faltat mai des d'aleshores. També surt per la festa major, al setembre, i en cercaviles, correfocs i espectacles diversos arreu de la ciutat.
L'any 1994, durant les festes de Maig, un nen que l'apreciava molt va decidir de donar-li el xumet com a símbol de maduresa. Des d'aleshores, això s'ha convertit en una tradició i cada any per aquestes dates els nens i nenes del barri que s'han fet grans porten el xumet a la Víbria, que, en honor seu, fa la «Ballada dels marrecs», una dansa d'Ester Álvarez composta expressament per a aquesta avinentesa.
Quan no surt, la Víbria es pot visitar al Centre d'Imatgeria Festiva Can Saladrigas, on és exposada permanentment amb les altres figures del Poblenou.